# 西日本高速道路
西日本高速道路（日语：／ Nishi nihon kōsoku dōro */?）是日本一個依據《高速道路株式會社法》設立的國營企業（特殊會社；NEXCO三社之一），通稱為NEXCO西日本（ Nekusuko nishinihon）。負責西日本地區的高速公路、快速道路管理運營。

## 公司概要
2005年10月1日設立。

### 分公司
各分支社所在地如下：
- 關西分公司（日语：西日本高速道路関西支社） - 大阪府茨木市
- 中國分公司（日语：西日本高速道路中国支社） - 廣島縣廣島市中區
- 四國分公司（日语：西日本高速道路四国支社） - 香川縣高松市
- 九州分公司（日语：西日本高速道路九州支社） - 福岡縣福岡市中央區
- 東京事務所 - 東京都港區

## 事業範圍
承繼近畿、中國、四國、九州舊日本道路公團（JH）管理的高速公路與快速道路事業範圍。事業範圍包括福井縣的一部份（小濱市以西除外）、滋賀縣的一部份（東近江市、甲賀市以東除外）。另外，屬於都市高速道路系統的阪神高速道路亦為事業範圍外。

## 管理路線

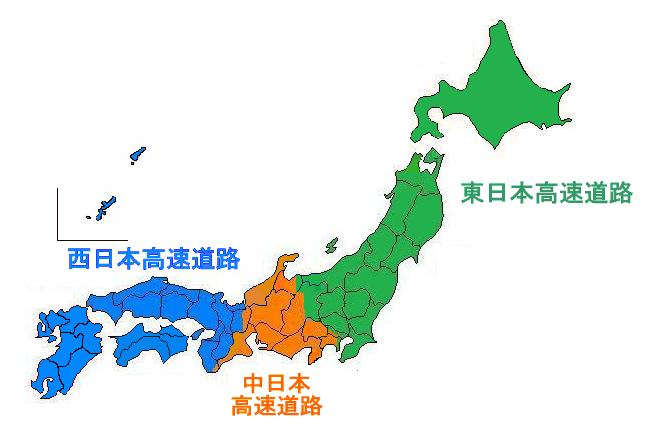
NEXCO各社管轄圖

### 全國道路網

#### 高速自動車國道
- 中央自動車道
  - 西宮線（東近江市至西宮市〈除八日市交流道〉） - 名神高速公路
- 近畿自動車道
  - 天理吹田線 近畿自動車道、西名阪自動車道
  - 名古屋神戶線（甲賀市至神戶市（含甲賀土山交流道）） - 新名神高速公路
  - 松原那智勝浦線 阪和自動車道
  - 敦賀線（三木市至小濱市〈含小濱交流道〉） - 舞鶴若狹自動車道
- 中國縱貫自動車道 - 中國自動車道
- 山陽自動車道
  - 吹田山口線 - 山陽自動車道、播磨自動車道
  - 宇部下關線 - 山陽自動車道
- 中國橫斷自動車道
  - 岡山米子線 - 岡山自動車道、米子自動車道
  - 尾道松江線 - 尾道自動車道、松江自動車道
  - 廣島濱田線 - 廣島自動車道、濱田自動車道
- 山陰自動車道
  - 鳥取益田線 山陰自動車道
- 四國縱貫自動車道（日语：四国縦貫自動車道） - 德島自動車道、松山自動車道
- 四國橫斷自動車道（日语：四国横断自動車道）
  - 阿南中村線 - 高松自動車道、高知自動車道
  - 内海大洲線 - 松山自動車道
- 九州縱貫自動車道（日语：九州縦貫自動車道）
  - 鹿兒島線 - 九州自動車道
  - 宮崎線 - 宮崎自動車道
- 九州橫斷自動車道（日语：九州横断自動車道）
  - 長崎大分線 - 長崎自動車道、大分自動車道
  - 延岡線 - 九州中央自動車道（嘉島系統交流道 - 益城收費站間）
- 東九州自動車道 - 東九州自動車道
- 關西國際機場線 - 關西機場自動車道
- 關門自動車道 - 關門橋
- 沖繩自動車道 - 沖繩自動車道

#### 一般收費道路（高規格幹線道路連接路線）
A'為高速自動車國道並行一般國道快速道路。B為一般國道快速道路。
- 京都第二外環狀道路（京滋繞道・國道478號（日语：国道478号）、B）
- 京都丹波道路（京都縱貫自動車道・國道478號、B）
- 京奈道路（京奈和自動車道・國道24號、B）
- 湯淺御坊道路（國道42號、A'）
- 安來道路（山陰道・國道9號、A'）
- 江津道路（山陰道・國道9號、A'）
- 廣島岩國道路（國道1號、A'）
- 今治小松道路（今治小松自動車道、國道196號（日语：国道196号）、B）
- 高松東道路（日语：高松東道路）（高松自動車道・國道11號、A'）
- 宇佐別府道路（國道10號、A'）
- 武雄佐世保道路（西九州自動車道・國道497號、B）
- 佐世保道路（西九州自動車道・國道497號、B）
- 延岡南道路（國道10號線、A'）
- 隼人道路（國道10號、A'）
- 八代日奈久道路（南九州西回自動車道・國道3號、B）
- 鹿兒島道路（南九州西回自動車道・國道3號、B）
- 京滋繞道（國道1號）
- 第二京阪道路（日语：第二京阪道路）（國道1號）
- 第二神明道路（國道2號）
- 堺泉北道路（國道26號）
- 南阪奈道路（國道165號）
- 關西國際機場聯絡橋（國道481號（日语：国道481号））（2009年4月28日前由關西國際機場股份有限公司（日语：関西国際空港土地保有）管理）
- 日出繞道（國道10號）
- 長崎繞道（國道34號）

### 一般收費道路（單獨路線）
- 廣島吳道路（國道31號）

#### 其他汽車交通設施
- 福岡中央汽車停車場
- 關門橋
- 關門隧道

## 相關項目
- 國土交通省 - 自動車交通局（日语：自動車交通局）・道路局
- 東日本高速公路（NEXCO東日本）
- 中日本高速公路（NEXCO中日本）

## 外部連結
- NEXCO西日本（页面存档备份，存于）
- 路線·系統交流道 （页面存档备份，存于）